# Sakencyrtus
Sakencyrtus is een geslacht van vliesvleugeligen uit de familie Encyrtidae. De wetenschappelijke naam van dit geslacht is voor het eerst geldig gepubliceerd in 1981 door Hayat.

## Soorten
Het geslacht Sakencyrtus omvat de volgende soorten:
- Sakencyrtus albiclavus Hayat, 2008
- Sakencyrtus longicaudus Xu, 2004
- Sakencyrtus mirus Hayat, 1981